# Merak
Merak eller Beta Ursae Majoris (β Ursae Majoris förkortat Beta UMa, β UMa) som är stjärnans Bayer-beteckning, är en ensam stjärna i den mellersta delen av stjärnbilden Stora Björnen. Merak är en del av Karlavagnen och den sydligaste stjärnan i den linje av två stjärnor (den andra är Dubhe) som pekar mot Polstjärnan. Den har en skenbar magnitud på +2,37 och är synlig för blotta ögat. Baserat på parallaxmätningar i Hipparcos-uppdraget på 40,9 mas beräknas den befinna sig på ca 80 ljusårs (24 parsek) avstånd från solen. Stjärnan är en av fem stjärnor i Big Dipper som utgör en del av en öppen stjärnhop som kallas Ursa Major Moving Group.

## Nomenklatur
Beta Ursae Majoris har det traditionella namnet Merak, som kommer från den arabiska frasen المراق  al-maraqq "ländarna" (av björnen. År 2016 organiserade Internationella astronomiska unionen en arbetsgrupp för stjärnnamn (WGSN) med uppgift att katalogisera och standardisera riktiga namn för stjärnor. WGSN:s första bulletin från juli 2016 innehåller en tabell över de första två satserna av namn som fastställts av WGSN och som anger namnet Merak för Beta Ursae Majoris.

## Egenskaper
Beta Ursae Majoris är en blå till vit stjärna i huvudserien av spektralklass A1 V, vilket gör den till en ganska typisk huvudseriestjärna som genererar energi genom fusion av väte i dess kärna. Den har en massa som är ca 2,7 gånger solens massa, en radie som är ca 3,0 gånger större än solens och utsänder ca 63 gånger mera energi än solen från dess fotosfär vid en effektiv temperatur på ca 9 400 K.
Observerat överskott av infraröd strålning tyder på att Merak har en kall skiva av stoft runt sig, mycket likt det man har hittat runt stjärnorna Fomalhaut och Vega. Den genomsnittliga temperaturen på denna skiva är 120 K, vilket anger att den roterar inom en radie av 47 AE från värdstjärnan. Stoftet har en beräknad massa på omkring 0,27 procent av jordens massa. Inga planeter har upptäckts runt Merak, men stoftet tyder på att sådana kan existera eller att är under process av skapande.